# Astatotilapia flaviijosephi
Astatotilapia flaviijosephi ist eine Buntbarschart, die im Nahen Osten, im Einzugsgebiet des Jordan und in der Umgebung des See Genezareth  vorkommt.

## Merkmale
Astatotilapia flaviijosephi wird maximal 13 cm lang, die meisten Exemplare bleiben jedoch kleiner. 33 bis 39 % der Standardlänge nimmt der Kopf ein. Die Körperhöhe liegt bei etwa 34,5 bis 36,9 % der Standardlänge. Männchen wachsen schneller und werden größer. Ihre Schwanzflosse ist etwas größer, Rücken- und Afterflosse sind deutlich größer. In beiden Kiefern befinden sich drei Zahnreihen. Die meisten Zähne der äußeren Reihen sind zweispitzig, seltener ein- oder dreispitzig. Die untere Pharyngealia hat eine mittige Reihe großer backenzahnähnlicher Zähne. Auf dem unteren Ast des ersten Kiemenbogens befinden sich 7 bis 9 Kiemenrechen. Die Fische sind hell braungrau bis olivgrau gefärbt und zeigen auf den Körperseiten drei unterbrochene dunkle Längsstreifen und etwa 10 graubraune Querbalken. Während der Fortpflanzungszeit werden Längsstreifen und Querbalken der Männchen dunkel blauschwarz. Die Bauchregion schimmert silbrig. Die Bauchflossen sind dunkelgrau. Auf der Afterflosse der Männchen befinden sich zwei bis neun Eiflecke.
- Flossenformel: Dorsale XIV/9–10, Anale III/8–9.
- Schuppenformel: SL 25–29.

## Lebensweise
Astatotilapia flaviijosephi lebt im Flachwasser von Seen, Teichen und Flüssen zwischen Steinen und Pflanzen. Weibchen ernähren sich vor allem von Zuckmückenlarven, Wenigborstern und Flohkrebsen, während die größeren Männchen vor allem Schnecken fressen. Die Fische sind Maulbrüter, bei denen das Weibchen die Eier ins Maul nimmt. Die Jungfische schwimmen mit einer Länge von 8 bis 9 mm frei. Die Fortpflanzungszeit liegt im April, Mai und Juni.

## Systematik
Die Fischart wurde 1883 durch den französischen Naturforscher Louis Lortet unter dem Namen Chromis flaviijosephi beschrieben und nach dem römisch-jüdischen Geschichtsschreiber Flavius Josephus benannt. Die Art wurde später der Gattung Astatotilapia zugeordnet, die aber kein Monophylum darstellt. Astatotilapia flaviijosephi gehört in die Verwandtschaft des „Lake Victoria region superflocks“, das heißt der Cichlidenradiation, die im Victoriasee, im Kivusee, im Albertsee, im Edwardsee, im Georgsee, im Kyogasee, im Turkanasee, im Rukwasee und im Nabugabosee vorkommt und meist der Gattung Haplochromis zugeordnet wird.